# 사바톤
사바톤(Sabaton, [ˈsæbəˌtɑn])은 스웨덴 팔룬에서 시작한 파워 메탈 밴드이다. 사바톤 곡의 주요 가사들은 헤비 메탈에 대한 헌정곡을 제외하곤 전쟁과 역사적인 전투에서 많이 가져왔으며, 이름인 사바톤은 기사의 발 갑옷인 사바톤에서 비롯되었다.
2022년 3월에 발매한 앨범 The War To End All Wars가 스웨덴, 핀란드, 독일, 폴란드 등 6개국 음악 차트에서 1위를 달성하는 등 유럽에서 거대한 영향력과 인기를 가진 메탈 밴드이다.
역사적인 전투등을 다루는 특성으로 인해 패러독스 인터랙티브와 콜라보레이션을 하여 유로파 유니버설리스 IV와 하츠 오브 아이언 IV에 DLC의 형태로 곡이 수록되기도 하였다.

### 시간대
참고: Carolus Rex (2012)의 경우 전 멤버와 같이 녹음했으며, 발표후 찢어졌다.

## 앨범 목록
- Primo Victoria (2005)
- Attero Dominatus (2006)
- Metalizer (2007)
- The Art of War (2008)
- Coat of Arms (2010)
- Carolus Rex (2012)
- Heroes (2014)
- The Last Stand (2016)
- The Great War (2019)
- The War to End All Wars (2022)